# Ervy-le-Châtel
Ervy-le-Châtel – miejscowość i gmina we Francji, w regionie Grand Est, w departamencie Aube.
Według danych na rok 1990 gminę zamieszkiwało 1221 osób, a gęstość zaludnienia wynosiła 57 osób/km².

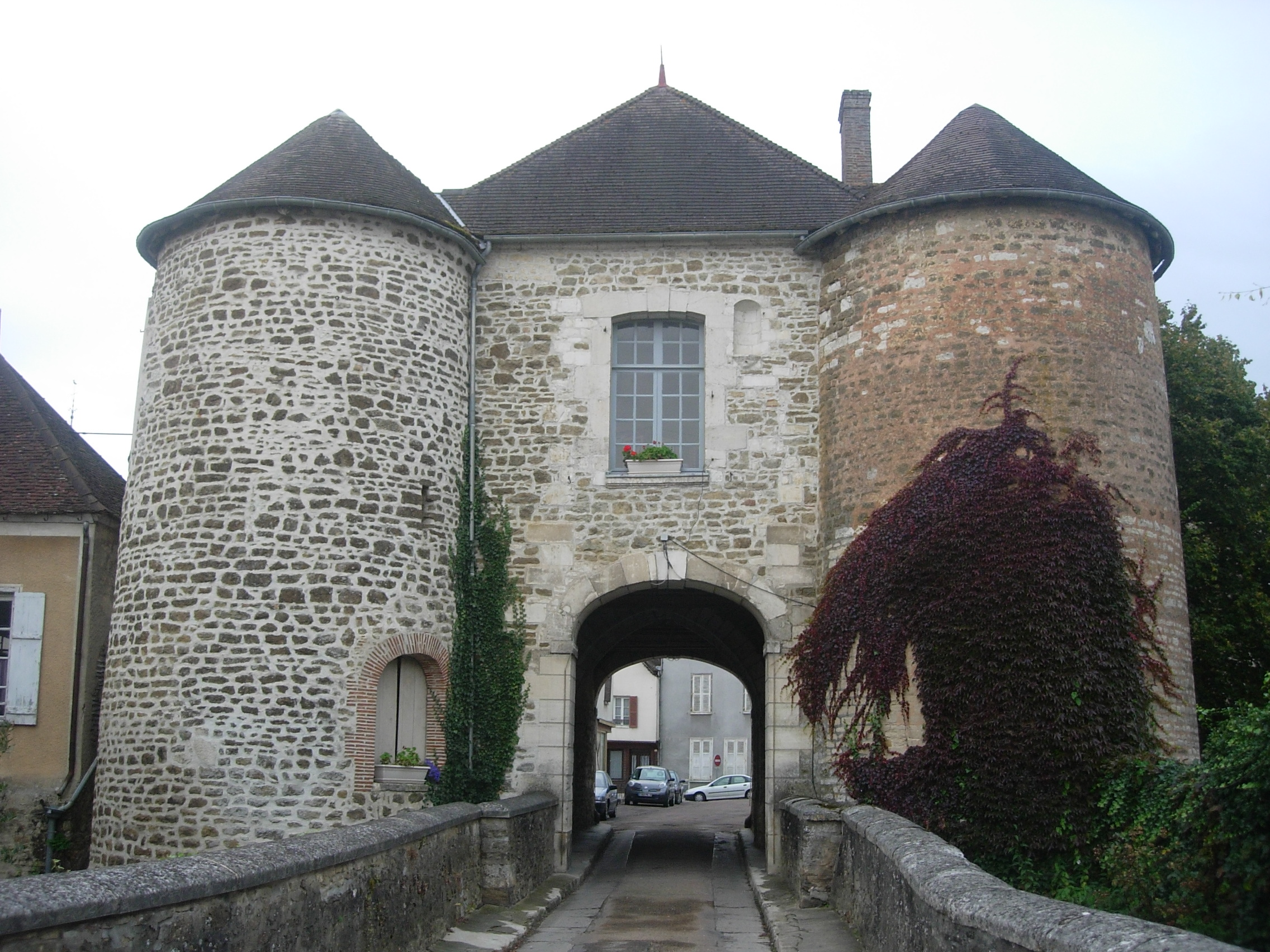
Brama Ervy-le-Châtel, 2008

## Współpraca
Miejscowość partnerska:
- Stoumont, Belgia